# 分电器

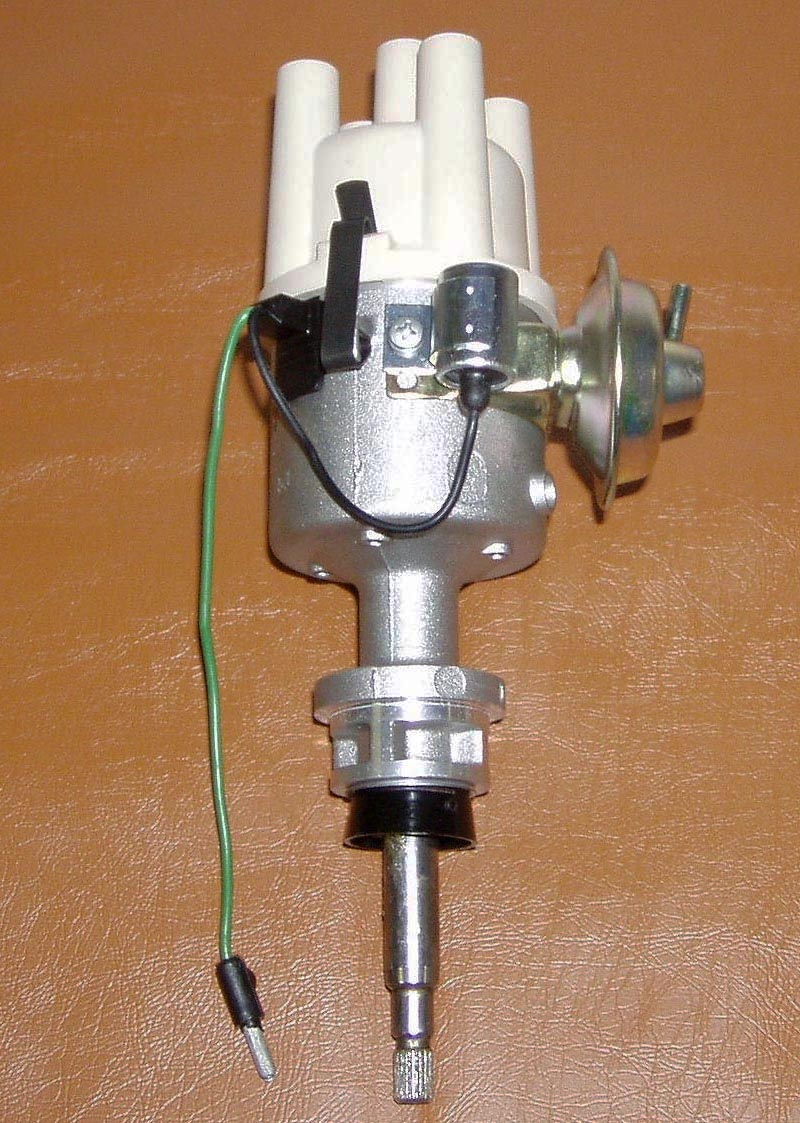
一個裝有分電器蓋的分電器
圖中還有其他部件：傳動軸（底部）、真空點火提前调節器（右側）及電容（中間的明亮圓柱）

分電器是内燃機點火系統中負責將點火線圈產生的高壓按照點火順序傳给各氣缸火星塞的裝置。

## 结构

### 断电器

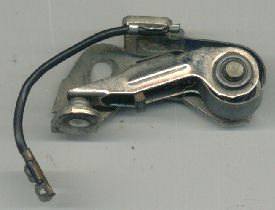
断电器的活动触点臂。图中右侧为销轴，左侧为触点，中间的凸点为断电器凸轮的从动件。

断电器由固定在分电器转轴上的断电器凸轮、活动触点臂及固定触点组成。
分电器转轴上的断电器凸轮控制断电器的通断，凸轮的凸点数等于发动机气缸数。断电器触点的断开会使得点火线圈感应出很高的感应电动势。

### 点火提前角调节装置
分电器内部有离心点火提前调节器：一个托板固定在分电器转轴上，托板上放置一组重块，这些重块的一端松套在托板的销轴上，另一端则通过弹簧与托板相连。在发动机转速升高时，重块由于离心而绕销轴转过一定角度，带动断电器凸轮相对分电器转轴改变一定的相角，从而改变点火提前角。 此外，分电器外部还挂有真空点火提前调节器，根据进气歧管真空度来调节点火提前角。
当今普遍使用的的电喷发动机大多已经取消了分电器中的离心/真空点火提前角调节器，由ECU直接调节点火提前角。由电脑控制点火提前角更为精确，能够考量的参数也更多。点火提前角调节器的取消还令分电器结构简化、更加可靠。

### 电容器
分电器一般还连有电容器。这个电容器并联在断电器的触点两端，用以减少触点产生的火花，延长触点的寿命。
在20世纪70年代，分电器的触点大多已经被霍尔传感器或者光电传感器所替代。 由于传感器是非接触性元件，点火线圈变成了由固态电子设备来控制，维护、调剂与替换的次数因而大大减少。由于凸轮及其所造成的偏载不复存在，传感器的使用大大延长了分电器轴承的寿命。

### 分电器盖
由于分电器盖拆卸方便，拆掉分电器盖可以作为一种防盗方法。尽管这种防盗方法并不适于每日使用，但由于分电器盖对于发动机的启动与运行而言不可或缺，拆掉它就会导致接线打火无法实现。
- 分电器帽的主视及底视图。底视图中，中心是用来顶住转子的弹簧钮。周围分接点的数量 (此图为4个)等于发动机的气缸数。
- 分电器的转子。它的转速与凸轮轴转速相同，是曲轴转速的一半。

## 无分电器的点火系统
现代发动机的设计已经舍弃了高压的分电器及线圈,代之以主电路电子控制及低压脉冲线圈。

### 电火花浪费
主条目:电火花浪费

雪铁龙2CV的点火系统

双缸四冲程发动机的点火系统可以不使用分电器。如雪铁龙2CV的发动机点火系统，其点火线圈与两个气缸的火花塞直接相连。这会使得点火线圈产生的高压总是同时传给两个火花塞，导致它们同时点火。由于两个气缸不可能同时处于做功冲程，必然会有一个火花塞在气缸排气冲程时点火而造成浪费。
四缸四冲程发动机的点火系统也可以不使用分电器。如雪铁龙ID19的发动机点火系统，它有两个点火线圈，分别与两个气缸的火花塞相连。与上文同理，每对火花塞中必然会有一个火花塞在气缸排气冲程时点火而造成浪费。